# 基围虾
其學名為  。此學名的命名者為威廉·德·哈恩(Wilhem de Haan)在1844年所命名。以下介紹此種蝦在不同地方的名稱。

### 中國大陸
一般稱為基围虾，又俗稱砂蝦、沙蝦、麻蝦、近缘新对虾、獨角新對蝦、刀额新对虾，屬於对虾科新對蝦屬。在中國大陸，主要分布于广东省珠江河口一带的叫做「基围」的养育池养殖的河口虾。其主要特征之一是额角突起（称为额剑）上缘有锯齿，下缘无锯齿，因单面开刃算做刀，这是它的学名名称由来，又是区别于对虾属的显著特征之一。刀额新对虾在中国主要分布于福建、广东、广西沿海，其味道鲜美，具有较高的经济价值，同时对低盐（即淡水）、高水温和低溶氧有较强的忍耐能力，离水后也可较长时间不死，适于活虾上市。
昔日基圍蝦是生長在水稻田基的圍欄內，所以稱為「基圍」，現代則多數在河口建造養飼池人工飼養。
近年来由于虾病在沿海养殖区蔓延，致使养虾业者迫切需要寻找抗病力强的新品种，因此沿海刀额新对虾养殖发展迅猛，人工育苗规模越来越大，随着育苗技术的不断改进，目前已能够成功地将刀额新对虾苗淡化至盐度2以下，使其完全可以在淡水中养殖，上海、浙江、江苏等地都成功地在淡水池塘中养成了商品虾。
在香港、广州一带的餐厅长期供应基围虾，白灼基围虾和蒜蓉蒸基围虾是有代表性的菜肴。

### 台灣
正式名稱為劍角新對蝦或刀額新對蝦，俗名為沙蝦、蘆蝦、中蝦，通常棲息在深度為18到64的深海沙泥底，是東南亞各國重要的經濟蝦種，也是重要的養殖蝦種。對蝦有5科約428種，臺灣至少有29屬100種。台灣沿岸均有漁獲並以西部海域較多，亦有養殖（體型較小），多以活蝦或鮮蝦販售。 